# Monument à Noël Ballay (Chartres)
Le monument à Noël Ballay, situé sur le boulevard de la Courtille à Chartres, en Eure-et-Loir, est un groupe sculpté rendant hommage à Noël Ballay, gouverneur général de l'Afrique-Occidentale française (AOF).

## Historique
En 1904, le monument est inauguré à Chartres, formé d'un groupe en bronze du sculpteur Henri Allouard. Fondu en 1942, dans le cadre de la mobilisation des métaux non ferreux, il est restitué en 1950 d'après des moulages,.
Le monument est inscrit au titre de monument historique en 2017.

Le monument à Noël Ballay
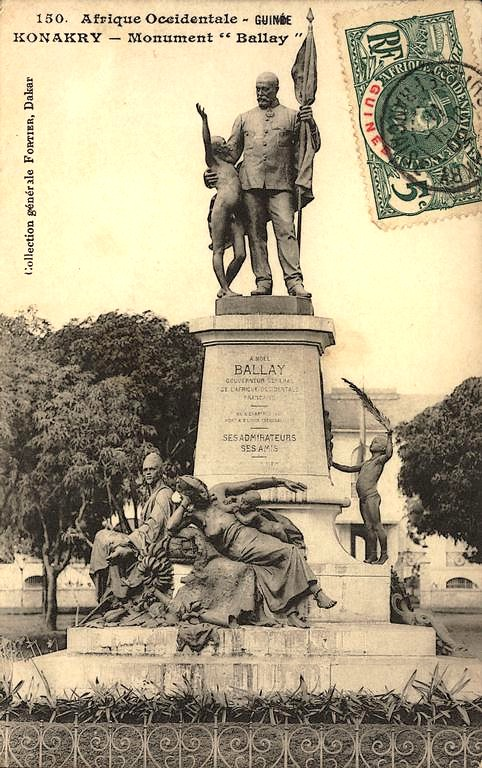
Monument à Conakry.
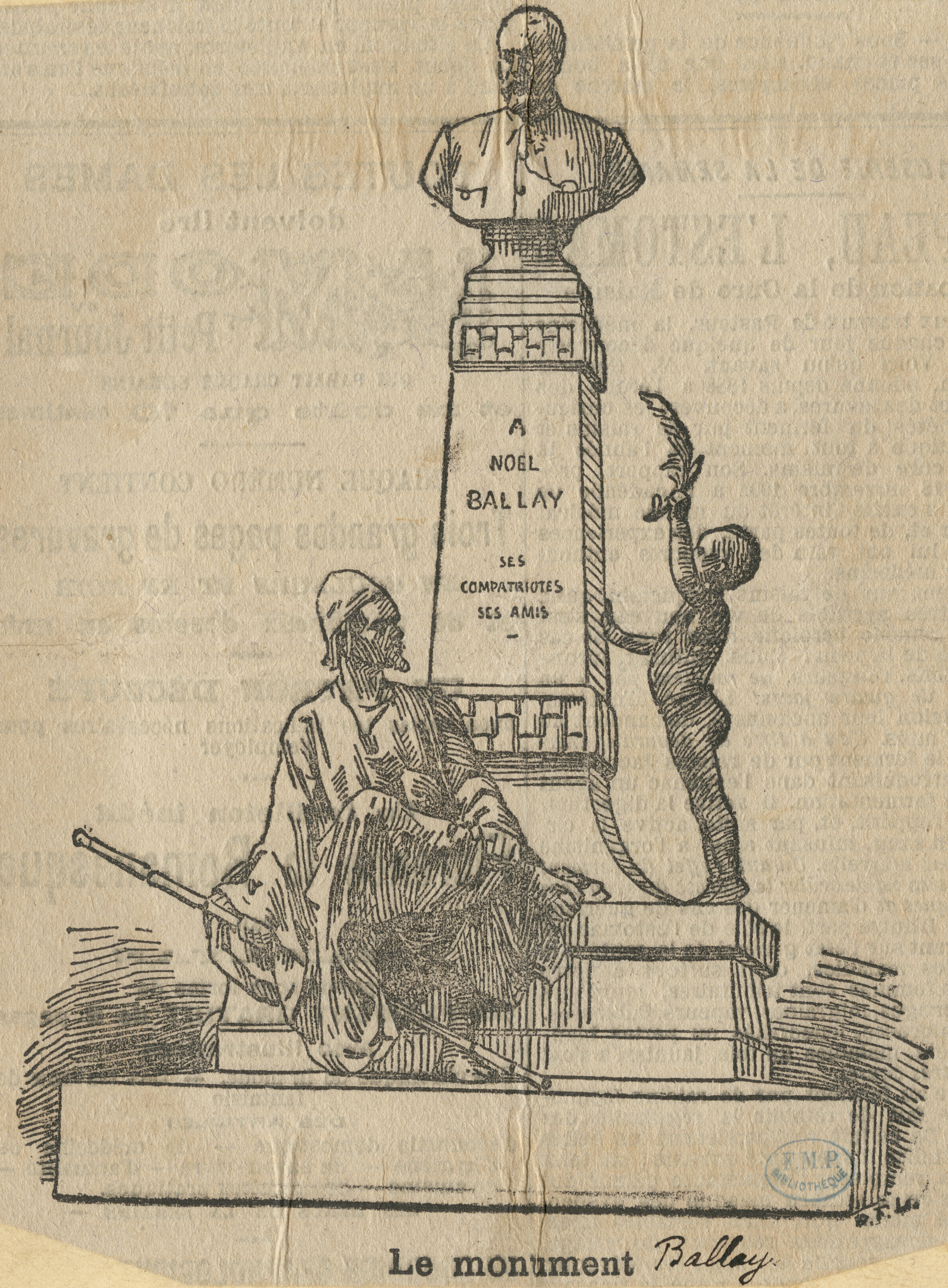
Dessin du monument original.
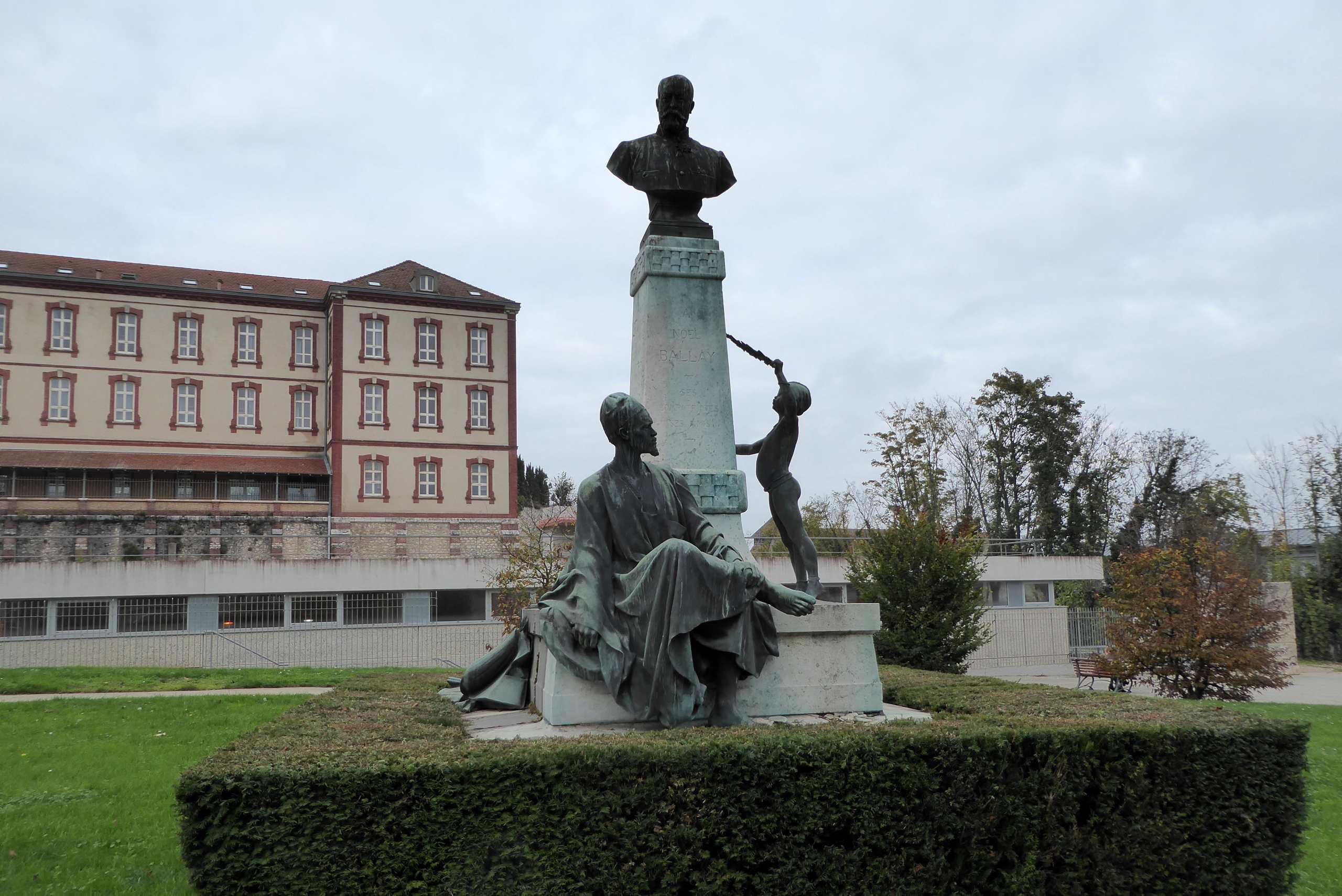
Vue générale.
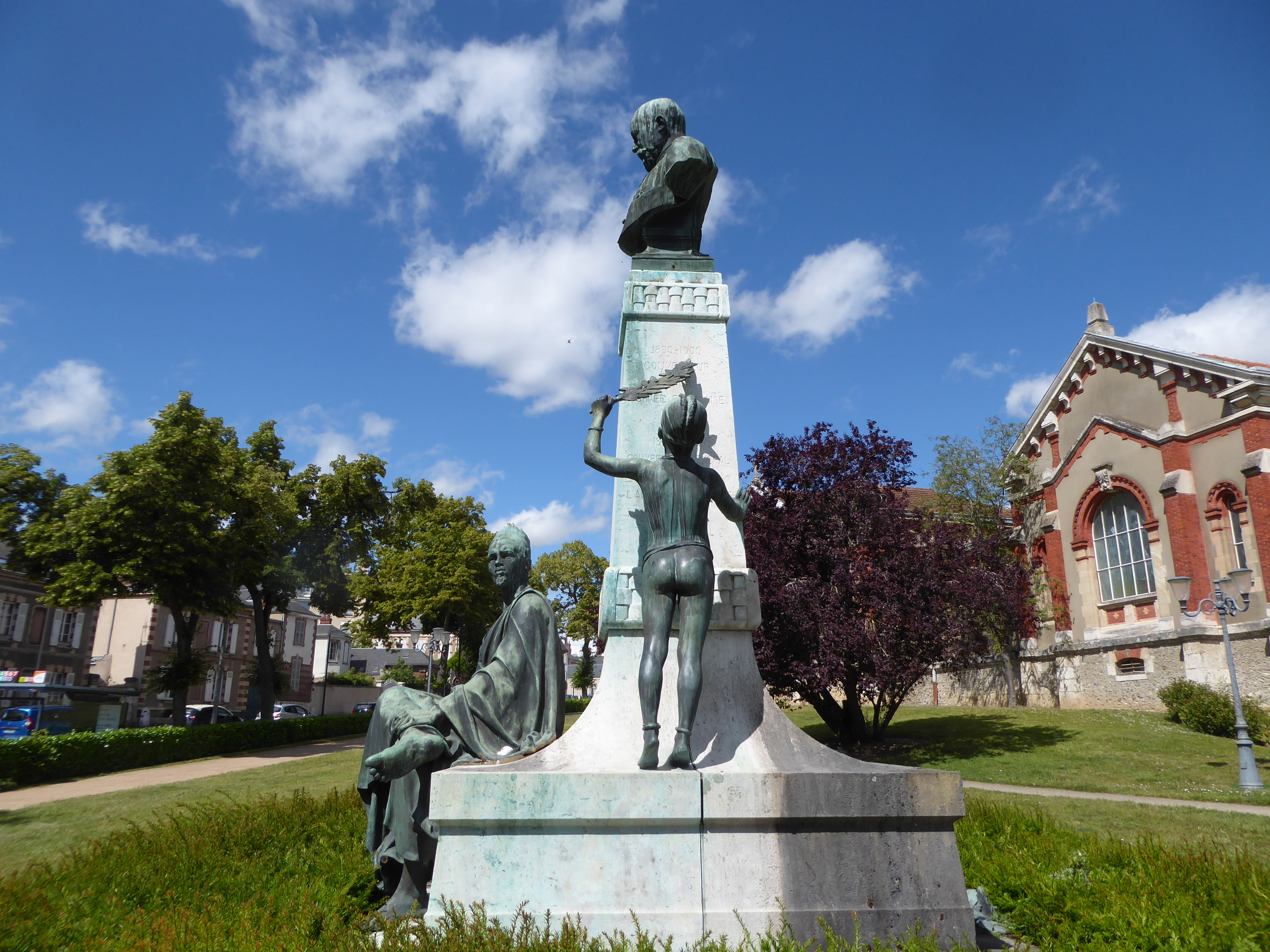
Monument de profil.